# Élections générales micronésiennes de 2015
Des élections législatives se déroulent aux États fédérés de Micronésie le 3 mars 2015 et sont suivies le 11 mai d'une élection présidentielle indirecte, les sénateurs élisant le Président et le Vice-Président. Un référendum sur l'indépendance de l'État de Chuuk devait avoir lieu simultanément avec les élections législatives le 3 mars, mais il est reporté par le gouverneur. Des élections législatives complémentaires ont lieu le 1er juillet et le 27 août 2015,.

## Système électoral
Le Congrès compte quatorze membres. Quatre d'entre eux représentent chacun l'un des États fédérés, et sont élus avec un mandat de quatre ans, au suffrage universel, par les citoyens de leurs États respectifs. Les dix autres sont élus avec un mandat de deux ans par les citoyens répartis en dix districts en proportion de la population : cinq dans l'État de Chuuk, un dans l'État de Kosrae, trois dans l'État de Pohnpei, et un dans l'État de Yap. Les élections de 2015 visent le renouvellement de l'ensemble de ces quatorze sièges. Après ces élections universelles directes, le Président et le Vice-Président sont élus par les Sénateurs,,. Le Président et le Vice-Président sont choisis l'un après l'autre parmi les quatre sénateurs d'État. Ils sont élus pour un maximum de deux mandats de quatre ans consécutifs. Leurs postes de sénateurs sont pourvus par de nouvelles élections,.

## Candidats et campagne
Un total de trente-quatre candidats, tous des hommes, est inscrit pour tenter de remporter l'un des quatorze sièges,. Comme il n'y a pas de partis politiques en Micronésie, tous se présentent sans étiquette. Les sénateurs représentent les intérêts de leur circonscription et de leur État, et font campagne principalement sur des enjeux locaux.
Fin février, l'élection au Congrès pour l'État de Chuuk est suspendue pour un temps par son gouverneur Johnson Elimo. Celui-ci explique avec le bureau des Affaires publiques que les documents nécessaires au vote ne sont pas prêts. Elimo a également suspendu le référendum sur l'indépendance arguant qu'une meilleure concertation est nécessaire.
Les Micronésiens habitant Hawaï ont eu la possibilité de voter au Ke'ehi Lagoon Memorial Park à Honolulu.

## Résultats et conséquences
À l'exception de Tony Otto qui ne se représente pas, l'ensemble des sénateurs sortants est réélu. Joseph J. Urusemal, Isaac V. Figir et David W. Panuelo n'ont pas eu d'adversaire,. La première session de la nouvelle Assemblée législative, la dix-neuvième, se tient le 11 mai 2015. Les sénateurs élisent à cette occasion Peter Christian, sénateur d'État de Pohnpei, à la présidence de la République et Yosiwo P. George, sénateur d'État de Kosrae comme vice-président,. Leurs postes de sénateurs d'État deviennent par conséquent vacants. Une élection partielle a donc lieu le 1er juillet : David W. Panuelo, sénateur du district n°3 de Pohnpei, devient sénateur d'État de Pohnpei et Alik L. Alik sénateur d'État de Kosrae,. Le poste de David W. Panuelo, désormais libre, est remporté par Esmond B. Moses en août,.
|                       | Chuuk                                                                                          | Kosrae            | Pohnpei                                       | Yap                |
| --------------------- | ---------------------------------------------------------------------------------------------- | ----------------- | --------------------------------------------- | ------------------ |
| Sénateurs d'État      | Wesley W. Simina                                                                               | Alik L. Alik      | David W. Panuelo                              | Joseph J. Urusemal |
| Sénateurs de district | Florencio Singkoro Harper Victor Gouland Bonsiano Fasy Nethon Tiwiter Aritos Robson U. Romolow | Paliknoa K. Welly | Ferny S. Perman Berney Martin Esmond B. Moses | Isaac V. Figir     |